# Wrona (673 m)
Wrona (niem. Schulzen Berg, 673 m n.p.m.) – wzniesienie w południowo-zachodniej Polsce, w Sudetach Środkowych, w środkowej części Gór Sowich.
Wzniesienie położone jest w północno-środkowej części Gór Sowich, około 2,1 km na południowy zachód od centrum Nowej Bielawy dzielnicy Bielawy.
Kopulaste wzniesienie o mało zróżnicowanej rzeźbie i ukształtowaniu oraz dość stromych zboczach: północnych, południowych i zachodnich, z płaską wyrazistą powierzchnią szczytową. Wznosi się w środkowym odcinku bocznego grzbietu, który na wzniesieniu Korczak odchodzi w kierunku północno-wschodnim, od grzbietu ciągnącego się od Słonecznej w kierunku północnym. Od dwuwierzchołkowego wzniesienia Chmieliny, położonej po wschodniej stronie oddzielone jest niewielkim siodłem.
Wzniesienie wyraźnie wydzielają doliny: od południowego zachodu Ciemny Jar, którym płynie potok górski Bielawica, a od północy mało wykształcona dolina, którą płynie prawa odnoga Brzęczka, na której znajduje się Jezioro Bielawskie w Kamieniczkach. Południowe zbocze wzniesienia stromo opada do potoku Bielawica tworząc północną ścianę Ciemnego Jaru. Wzniesienie zbudowane z prekambryjskich gnejsów i migmatytów, w których od północnego zachodu tkwią soczewy amfibolitów, od wschodu serpentynitu, a od południa troktolitów. Zbocza wzniesienia pokrywa niewielka warstwa młodszych osadów z okresu zlodowaceń plejstoceńskich. 
Cała powierzchnia wzniesienia łącznie z partią szczytową porośnięta jest lasem świerkowo bukowym regla dolnego. Dolinami wydzielającymi wzniesienie prowadzą drogi leśne, które uczęszczane są przez turystów i którymi poprowadzono trasy turystyczne. U podnóża wzniesienia, po południowo - zachodniej stronie rozciąga się Ciemny Jar. Położenie wzniesienia, kształt oraz płaski rozciągnięty równoleżnikowo szczyt czynią wzniesienie rozpoznawalnym w terenie. 
Wzniesienie znajduje się na terenie Parku Krajobrazowego Gór Sowich.